# Jean-Claude St-André
Pour les articles homonymes, voir Saint-André.
 (août 2013).
Jean-Claude St-André, né le 27 septembre 1962 à Montréal, est un homme politique québécois et ancien porte-parole du Parti québécois en matière de natalité et démographie à l'Assemblée nationale du Québec.
Ancien chef du bureau de circonscription du premier ministre Jacques Parizeau, Jean-Claude St-André fut député de la circonscription de L'Assomption de 1996 à 2007. 

## Biographie

### Carrière politique
Jean-Claude St-André a été membre du Comité des jeunes pour le OUI dans Anjou lors du référendum de 1980, secrétaire de l’exécutif du Parti québécois dans Anjou (1981-1982), président du Parti québécois dans Anjou et conseiller à l’exécutif régional de Montréal – Ville-Marie entre 1988 et 1992. Il a aussi siégé au conseil d’administration de la Société Saint-Jean-Baptiste de Montréal en 1985 et en 1986.
Il a participé à l’organisation de plusieurs campagnes électorales complémentaires entre 1992 et 1994: Anjou, Bonaventure, Laval-des-Rapides et Saint-Jean. En 1992-1993, Jean-Claude St-André est attaché politique du député d’Anjou, Pierre Bélanger.
En 1993, à la demande de Jacques Parizeau, il participe à l’organisation de la campagne électorale de Benoît Sauvageau, candidat du Bloc québécois dans la circonscription fédérale de Terrebonne. Benoît Sauvageau décroche, à ce moment, l'une des plus grandes majorités dans l’histoire politique du Canada. En 1994, Jacques Parizeau lui offre de diriger sa campagne électorale dans la circonscription de L'Assomption.
Après la victoire électorale de 1994, Jacques Parizeau, devenu premier ministre, lui confie la direction de son bureau de circonscription. En 1995, il dirige la campagne référendaire dans L'Assomption. Après la démission de Jacques Parizeau, Jean-Claude St-André se présente comme député de L’Assomption, où il est élu pour la première fois le 10 juin 1996. Il y sera réélu jusqu'en 2007, année où il sera défait par un candidat de l'Action démocratique du Québec, Éric Laporte.
Le 16 mars 2005, Jean-Claude St-André adresse une lettre à son chef d'alors, Bernard Landry. Dans cette lettre, il écrit qu'il est « primordial d'effectuer des gestes de rupture irréversibles avant même la tenue d'une consultation sur la souveraineté du Québec ». Ces mesures, très proches des thèses Parizeau-Laplante, ont été appuyées par les jeunes péquistes en mars 2005, mais refusées par le congrès du PQ en juin 2005. Pendant la course à la chefferie de 2005, il défend son droit de proposer une démarche indépendantiste plus audacieuse sans respecter le cadre constitutionnel canadien, même si cela entre en contradiction avec la plate-forme du Parti québécois.
Aux élections de 2008, il pose sa candidature en vue d'être à nouveau candidat du Parti québécois dans L'Assomption, mais elle est rejetée par l'exécutif national du PQ, une première dans l'histoire de ce parti. Pauline Marois évoqua le fait que Jean-Claude St-André n'appuyait pas la plate-forme du parti, alors qu'il avait pourtant affirmé qu'il se rallierait, comme il l'a toujours fait par le passé. Mme Marois affirma également qu'il avait refusé de signer un document où il s'engagerait à rembourser les dettes de son exécutif. Plusieurs affirment que cette situation ne fut rien de moins qu'un règlement de comptes politique, où un candidat étiqueté comme étant plus dissident est ensuite mis hors-jeu au profit d'un allié des dirigeants du parti,.
En 2011, il fait partie des membres fondateurs du nouveau parti indépendantiste Option Nationale, fondé par l'économiste et ancien député du PQ Jean-Martin Aussant. Il est présent au congrès de fondation du parti en février 2012, de même qu'à l'assemblée générale régionale de Montréal en avril,.
Le 16 août 2013, il annonce qu'il sera candidat à la chefferie d'Option Nationale. En pleine campagne, il renonce finalement à se présenter en expliquant que des élections anticipées étant imminentes, il vaut mieux se concentrer sur cette échéance électorale. Il soutient alors Sol Zanetti.

### Campagne à la direction du Parti québécois 2005
Le 22 juillet 2005, il annonce son intention d'entrer dans la course à la chefferie du Parti québécois afin de remplacer l'ancien chef du parti, Bernard Landry. Il devient le sixième candidat officiel le 25 août 2005. Préconisant la gouvernance nationale face à l'État fédéral canadien, il rejette l'étapisme comme démarche d'accession à la souveraineté et favorise une démarche proche des thèses récentes de Jacques Parizeau et de Robert Laplante. Parmi ses deux premières propositions figurent une réforme de la fiscalité visant à favoriser les classes moyennes ainsi que la gratuité scolaire de la maternelle aux études postdoctorales.
Il reçoit certains appuis, parmi lesquels Yves Michaud et Robert Laplante, mais terminera finalement la campagne en 6e position avec 951 votes (0,9 % des voix). André Boisclair est élu avec une majorité de 53,68 %.